# 模范少数族裔
模范少数族裔指的是一个基于种族或宗教信仰的人口群体，其成员被认为有较高的社会经济地位。
这是一个有争议性的概念，因为有人据此认为政府不必调整不同群体之间在社会经济上的差距。这种论证常常被用来将亚裔美国人与非裔美国人和拉丁裔美国人作比较，强调亚裔美国人是守法、勤劳的公民，而拉丁裔、非裔往往是高犯罪率、接受社会福利救济的公民。

## 概况
统计数字往往被用来支撑模范少数族裔这一概念，比如高学历和白领职业中较高的代表性。一个常见的误解是相关群体对“模范少数族裔”这一标签感到很自豪。这种刻板印象实际上可能反而对相关群体是有害的。这一概念还将不同的少数族裔群体对立起来，暗示“非模范”的族裔没有达到模范族裔取得的成就是他们自己的错。
这一概念被全国公共广播电台（NPR）等媒体批评。有亚裔美国人指出，这一标签看似恭维，实际上只会助长社会对亚裔美国人的歧视。
“模范少数族裔”一词与美国文化高度关联，因此很少在美国之外的语境中出现。